# Вуличний боєць (фільм, 1994)
«Вуличний боєць» (англ. Street Fighter) — бойовик, знятий за мотивами комп'ютерної гри Street Fighter II.

## Сюжет
Божевільний диктатор генерал Байсон набирає собі ціле військо, вибудовує справжнє місто, і вирішує проголосити себе володарем світу. Але щоб розраховуватися з найманцями, йому потрібні гроші. Він вирішує захопити в заручники мирних громадян і вимагати в уряду величезний викуп. На допомогу заручникам вирушає полковник Вільям Гайл з невеликою командою своїх друзів. Йому належить непоміченим пробратися в самий центр міста диктатора, де тримають заручників.

## У ролях
| Актор                  | Роль                  |
| ---------------------- | --------------------- |
| Жан-Клод Ван Дам       | полковник Вільям Гайл |
| Рауль Хулія            | генерал Байсон        |
| Мінг-На Вен            | Чун Лі                |
| Деміан Чапа            | Кен Мастерс           |
| Кайлі Міноуг           | Кеммі                 |
| Саймон Келлоу          | представник A.N.      |
| Байрон Манн            | Рю Хосі               |
| Рошан Сет              | доктор Дхалсім        |
| Ендрю Брінярські       | Зангієв               |
| Гранд Л. Буш           | Балрог Дуглас         |
| Роберт Маммон          | Карлос Бланка         |
| Мігель Нуньєс-молодший | Ді Джей               |
| Грегг Рейнуотер        | Tі Гоук               |
| Кен'я Савада           | капітан Савада        |
| Джей Таваре            | Вега                  |
| Пітер Неві Туясосопо   | Е. Хонда              |
| Вес Стюді              | Віктор Сагата         |

## Цікаві факти
- Фільм знятий за мотивами комп'ютерної гри «Street Fighter II» (1991, Capcom).
- Заради цього фільму Жан-Клод Ван Дамм відмовився від пропозиції знятися в «Смертельній битві» в ролі Джонні Кейджа.
- На відміну від фільму, в грі Байсон носить звання лише майора.
- У фільмі генерал Байсон керував підводними мінами з такого пульта, на яких грали в «Street Fighter» на ігрових автоматах.
- У фільмі Організація Об'єднаних Націй називається «Allied Nations» або «Nations Allie» (а не «United Nations»), на касках миротворців написано «AN».
- У фільмі поплічник Байсона згадує про свою роботу в «Microsoft».
- В епізоді з фокусом у виконанні журналістів Чун Лі залазить в бочку з кришкою «CAPCOM» (видавець серії ігор «Street Fighter»).
- Жан-Клод Ван Дамм наполягав, щоб роль генерала Байсона, для того щоб цей персонаж виглядав у фільмі колоритнішим запропонували, Меллер Ральф. Однак від пропозиції Меллер відмовився.